# 佐貫 (睦沢町)
佐貫（さぬき）は、千葉県長生郡睦沢町の大字。郵便番号299-4425。

## 地理
北は長南町地引、北東は長南町芝原、東は長楽寺、大上、南東は妙楽寺、南は大多喜町下大多喜、南西は大多喜町小土呂、西は市野々、北西は長南町小生田に隣接している。

## 歴史
江戸期は佐貫村であり、上総国夷隅郡のうち。「上総国村高帳」「旧高旧領」では旗本吉川領、ほかに与力給知がある。村高は、文禄3年「石高覚帳」1,410石、「元禄郷帳」1,412石、「天保郷帳」「旧高旧領」ともに1,410石余。「上総国村高帳」では家数206。与力給知は麻布方・山手方の2つに分かれており、延宝8年の検地では麻布方58町余・山手方60町余であった。この検地の際石盛に関して村方から訴えが出され、村民5名が村追放となった（睦沢村史）。神社は天文年間大多喜城主武田信清の勧請といわれる八幡神社、ほかに大宮神社・八坂神社・御霊神社がある。御霊神社には花火筒や煙火が奉納され、花火師の信仰を得ていた。寺院は曹洞宗竜雲寺・大聖院、天台宗福円寺。明治6年千葉県に所属。同7年堂坂小学校が設立され、同22年まで大上小学校との間に合併、分離が繰り返された。同18年反別3513町4反余（上総国町村誌）。明治22年瑞沢村の大字となる。

### 年表
- 1873年（明治6年） - 千葉県に所属。
- 1889年（明治22年）4月1日 - 夷隅郡瑞沢村大字佐貫になる。
  - 町村制施行し、大上村、佐貫村、妙楽寺村が合併し夷隅郡瑞沢村が発足。
- 1955年（昭和30年）7月20日 - 長生郡睦沢村佐貫になる。
  - 瑞沢村は長生郡土睦村、同郡長南町の一部（森、長楽寺）と合併し、長生郡睦沢村が発足。
- 1983年（昭和58年）4月1日 - 長生郡睦沢町佐貫になる。
  - 睦沢村が町制施行し、睦沢町となる。

## 世帯数と人口
2017年（平成29年）4月1日現在の世帯数と人口は以下の通りである。
| 大字 | 世帯数  | 人口  |
| ---- | ------- | ----- |
| 佐貫 | 167世帯 | 474人 |

## 施設
- 佐貫区民センター
- 森之谷集会所
- 上姥神集会所
- 下姥神集会所
- 馬場集会所
- 赤根久公民館
- 一之堰集会所
- 中里集会所
- 上沢集会所
- 祖母神社
- 八幡神社
- 浅間神社
- 福円寺
- 龍雲寺
- 大聖寺

## 交通

### 巡回バス
- 睦沢町巡回バス[5][6]
  - （長楽寺） → 3高橋商店 → 4下姥 → 5上姥 → 6佐貫区民センター → 7赤根久 → 8上沢 → 9中里橋 → 10一の堰橋 → 11川音 → （妙楽寺）